# Laphria posticata
Laphria posticata är en tvåvingeart som beskrevs av Thomas Say 1824. Laphria posticata ingår i släktet Laphria och familjen rovflugor. Inga underarter finns listade i Catalogue of Life.